# Paolo Veronese
Paolo Caliari o Cagliari  (Verona, 1528-Venecia, 1588), también conocido como Paolo Veronese (en España, como El Veronés), fue un pintor italiano, figura central del manierismo veneciano.
Sus obras más famosas son elaborados ciclos narrativos, ejecutados en un estilo dramático y colorista, llenos de majestuosos escenarios arquitectónicos y brillante pompa. Son especialmente famosos sus grandes cuadros de fiestas bíblicas, repletos de figuras, pintados para los refectorios de monasterios de Venecia y Verona, y también fue el principal pintor veneciano de techos. La mayoría de estas obras permanecen in situ, o al menos en Venecia, y su representación en la mayoría de los museos se compone principalmente de obras más pequeñas, como retratos, que no siempre le muestran en su mejor momento o más típico.
Siempre se le ha apreciado por "la brillantez cromática de su paleta, el esplendor y la sensibilidad de su pincelada, la elegancia aristocrática de sus figuras y la magnificencia de su espectáculo", pero se ha considerado que su obra "no permite expresar lo profundo, lo humano o lo sublime", y del "gran trío" ha sido a menudo el menos apreciado por la crítica moderna.  No obstante, "muchos de los más grandes artistas... pueden contarse entre sus admiradores, incluyendo a Rubens, Watteau, Tiepolo, Delacroix, y Renoir".

## Vida

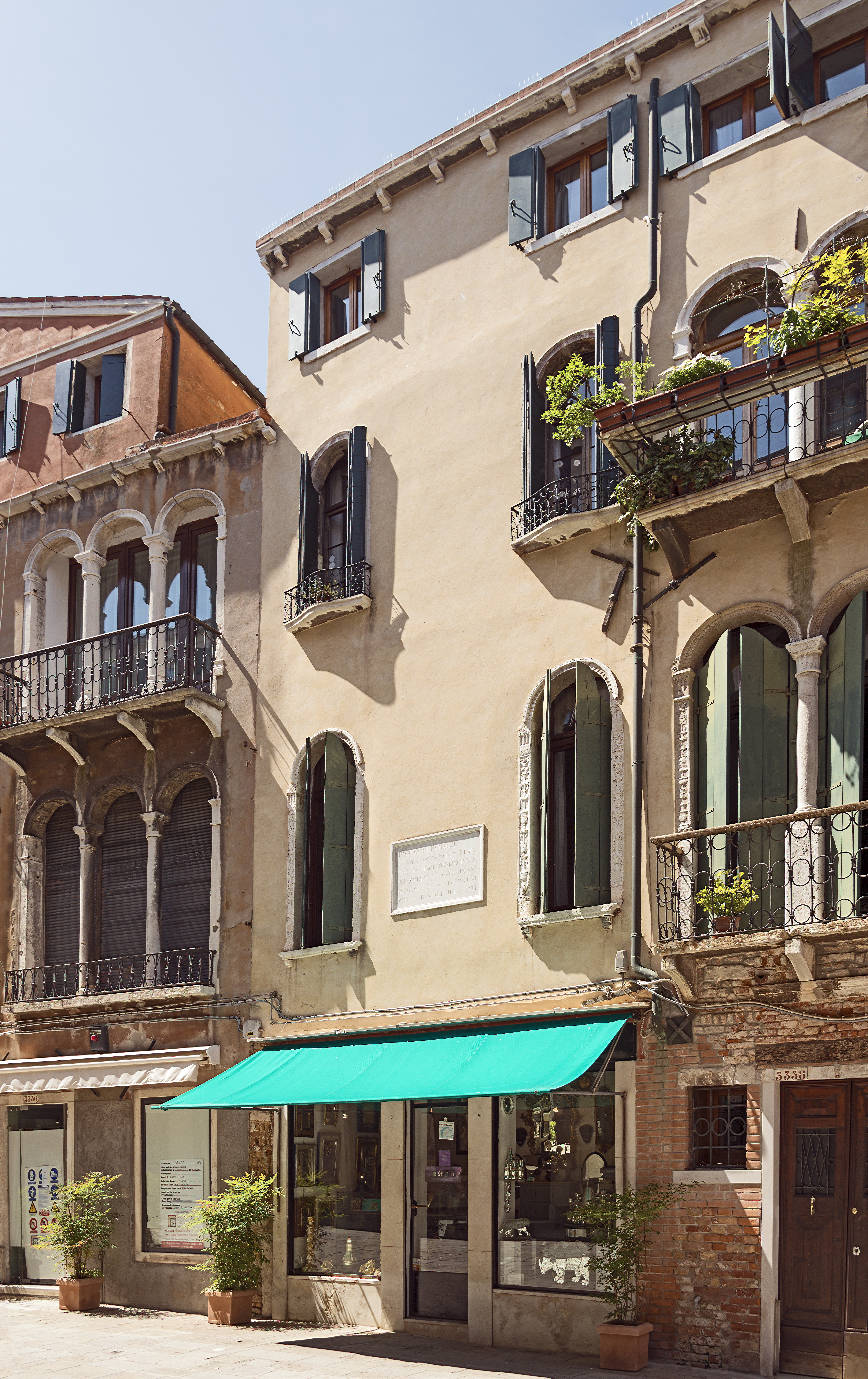
Casa de Veronese en Venecia.

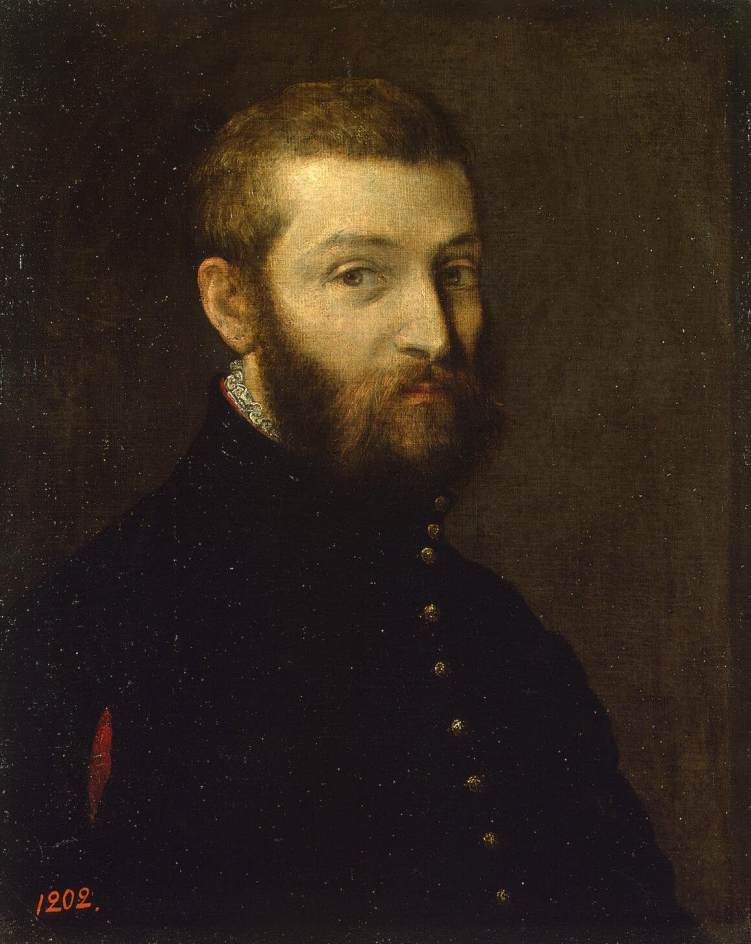
Retrato de hombre, óleo sobre lienzo, 63 x 50 cm, San Petersburgo. Museo del Ermitage

Hijo de un picapedrero, nació en Verona, ciudad de la que tomó su apelativo y donde se formó como pintor. 

### Juventud
Hacia 1541, Veronese era aprendiz de Antonio Badile, que más tarde se convertiría en su suegro, y en 1544 era aprendiz de Giovanni Francesco Caroto; ambos eran pintores destacados en Verona.  Un retablo pintado por Badile en 1543 incluye pasajes sorprendentes que muy probablemente fueron obra de su aprendiz de quince años; las dotes precoces de Veronese pronto superaron el nivel del taller, y en 1544 ya no residía con Badile.  Aunque se formó en la cultura del Manierismo entonces popular en Parma, pronto desarrolló su propia preferencia por una paleta más radiante.
En 1551 recibió el encargo de la rama veneciana de la importante familia Giustiniani de pintar el retablo de su capilla en la iglesia de San Francesco della Vigna, que estaba siendo reconstruida por completo según el diseño de Jacopo Sansovino. Ese mismo año trabajó en la decoración de la Villa Soranzo, cerca de Treviso, con sus compañeros veroneses Giovanni Battista Zelotti y Anselmo Canneri; sólo se conservan fragmentos de los frescos, pero parece que fueron importantes para afianzar su reputación.  La descripción de Carlo Ridolfi casi un siglo más tarde menciona que uno de los temas mitológicos era La familia de Darío ante Alejandro, el tema poco frecuente en el tratamiento más grandioso de la historia secular de Veronese, ahora en la National Gallery, Londres.
En 1552 el cardenal Ercole Gonzaga, tío abuelo del gobernante Guglielmo Gonzaga, duque de Mantua, encargó un retablo, Tentación de San Antonio para la Catedral de Mantua (actualmente en el Musée des Beaux-Arts de Caen en Caen, Francia), que Veronese pintó in situ. Sin duda aprovechó su estancia en Mantua para estudiar los techos de Giulio Romano; fue como pintor de frescos para techos como se haría notar inicialmente en Venecia, donde se estableció de forma permanente a partir del año siguiente.

### Venecia
Veronese se trasladó a Venecia en 1553 tras obtener su primer encargo estatal, techos al fresco que decoraban la Sala dei Consiglio dei Dieci (la Sala del Consejo de los Diez) y la contigua Sala dei Tre Capi del Consiglio en el Palacio de Doge, en las nuevas salas que sustituían a las perdidas en el incendio de 1547.  Su panel de Júpiter lanzando rayos a los vicios para el primero se encuentra ahora en el Louvre.  
En 1556 se estableció definitivamente en Venecia, donde desarrolló su arte, siendo una de las figuras más destacadas de la escuela veneciana. 
En 1555 o 1556 recibe en Venecia su primer encargo representativo: la decoración de la sacristía y los techos de la iglesia de San Sebastián. Allí crea un ciclo de pinturas con perspectiva "sotto in sù" (de abajo arriba). Después pintó una Historia de Ester en el techo de la iglesia de San Sebastiano (1556-57). Fueron estas pinturas del techo y las de 1557 en la Biblioteca Marciana (por las que recibió un premio juzgado por Tiziano y Sansovino) las que le consagraron como maestro entre sus contemporáneos venecianos. Ya estas obras indican la maestría de Veronese al reflejar tanto el sutil escorzo de las figuras de Correggio como el heroísmo de las de Miguel Ángel.

### Villa Barbaro y pinturas del refectorio
En 1556 Veronese recibió el encargo de pintar la primera de sus monumentales escenas de banquetes, el Banquete en casa de Simón, que no concluiría hasta 1570. Sin embargo, debido a su composición dispersa y a su falta de enfoque, no fue su mural de refectorio más exitoso. A finales de la década de 1550, durante una pausa en su trabajo para San Sebastiano, Veronese decoró la Villa Barbaro en Maser, un edificio recién terminado por el arquitecto Andrea Palladio. Los frescos pretendían unir la cultura humanística con la espiritualidad cristiana; las pinturas murales incluían retratos de la familia Barbaro, y los techos se abrían a cielos azules y figuras mitológicas. Las decoraciones de Veronese emplearon una perspectiva compleja y trompe-l'œil', y dieron como resultado una poesía visual luminiscente e inspirada. El encuentro entre arquitecto y artista fue un triunfo.

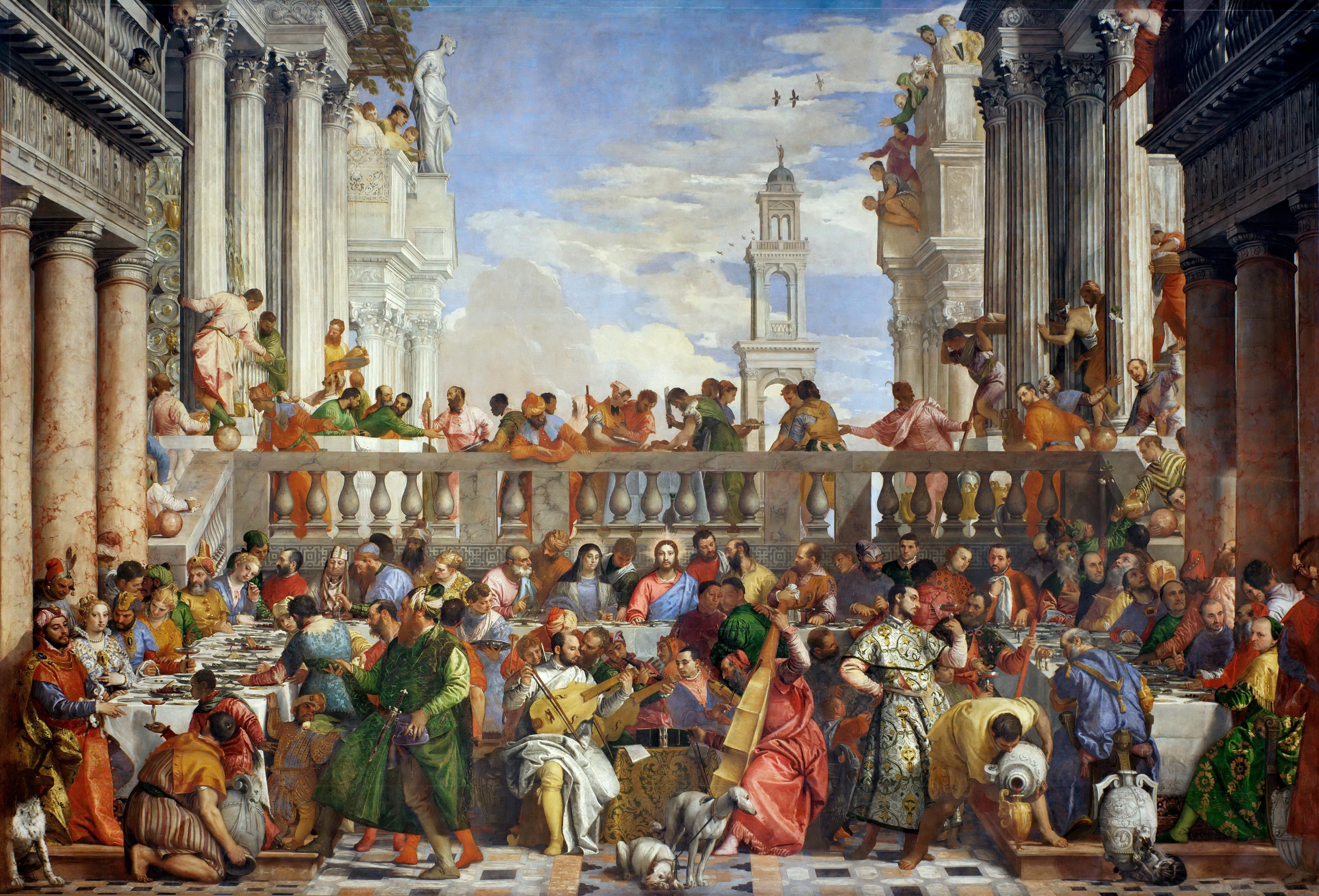
Las Bodas de Caná, 1562-1563, Louvre.

Las Bodas de Caná, pintado en 1562-1563, también fue una colaboración con Palladio. Fue encargada por los monjes benedictinos para el Monasterio San Giorgio Maggiore, en la pequeña isla homónima frente a San Marcos, en Venecia. El contrato insistía en el enorme tamaño (debía cubrir 66 metros cuadrados) y en que el pigmento y los colores debían ser de primera calidad. Por ejemplo, el contrato especificaba que los azules debían contener el preciado mineral lapislázuli. El contrato también especificaba que el cuadro debía incluir tantas figuras como fuera posible. Hay una serie de retratos (incluidos los de Tiziano y Tintoretto, así como un autorretrato de Veronese) escenificados sobre una superficie de lienzo de casi diez metros de ancho. La escena, tomada del  Libro de Juan, II, 1-11, del Nuevo Testamento representa el primer milagro realizado por Jesús, la obtención de vino a partir del agua, en una boda en Caná, Galilea. La celebración en primer plano, un friso de figuras pintadas con las más brillantes galas, está flanqueada por dos conjuntos de escaleras que conducen a una terraza, columnatas romanas y un cielo brillante.
En las pinturas del refectorio, como en La familia de Darío ante Alejandro (1565-1570), Veronese dispuso la arquitectura de forma que discurriera en su mayor parte paralela al plano pictórico, acentuando el carácter procesional de la composición. El genio decorativo del artista consistió en reconocer que los dramáticos efectos perspectivos habrían resultado tediosos en un salón o una capilla, y que la narrativa del cuadro podía absorberse mejor como una colorida diversión. Estas pinturas ofrecen poco en la representación de la emoción; más bien, ilustran el movimiento cuidadosamente compuesto de sus sujetos a lo largo de un eje principalmente horizontal. Sobre todo tratan de la incandescencia de la luz y el color. La exaltación de tales efectos visuales puede haber sido un reflejo del bienestar personal del artista, ya que en 1565 Veronese se casó con Elena Badile, la hija de su primer maestro, y con la que acabaría teniendo una hija y cuatro hijos.
En 1560 viaja a Roma para estudiar los techos de la Capilla Sixtina de Miguel Ángel, cuya influencia se deja notar en las obras posteriores, como los frescos de la Villa Barbaro, en Máser (principios de la década de 1560), que había sido diseñada por Andrea Palladio. Esta colaboración entre Veronés y Palladio influyó en las arquitecturas que se representan en sus cuadros posteriores.
También pintó entre 1565 y 1570 su Virgen con el Niño y Santa Isabel, el Niño San Juan Bautista y Santa Justina (actualmente en el Timken Museum of Art, San Diego). En esta obra, Santa Justina, patrona de Padua y Venecia, aparece a la derecha con la Virgen y el Niño en el centro. A diferencia de las obras italianas de un siglo antes, el niño está representado convincentemente como un niño. Lo que hace que uno se detenga y se fije en esta pintura es que el niño tiende la mano a Santa Justina, ya que un bebé de esta edad normalmente limitaría su mirada a su madre. Completa la obra Santa Isabel, prima de María y madre de San Juan Bautista, situada a la izquierda. El artista equilibra con delicadeza las formas de la Sagrada Familia ampliada y las representa utilizando un magnífico equilibrio de colores cálidos y fríos.

### El banquete en la casa de Leví
En 1573 Veronese completó el encargo de El banquete en la casa de Leví (ahora en la Galería de la Academia de Venecia), una última pintura para la pared trasera del refectorio de la Basilica di Santi Giovanni e Paolo, Castello, Venecia. Titulado originalmente La Última Cena, el cuadro iba a sustituir a otro de Tiziano que se quemó en un incendio; el sustituto de Veronese, de gran tamaño (5,55 m x 12,80 m), representaba una escena del banquete de la Última Cena que incluía soldados alemanes, enanos y animales, el exotismo humano y animal habitual en las narraciones representativas de Veronese. Artísticamente, El festín en la casa de Leví indica el desarrollo técnico de Veronese en el uso de colores intensos y luminosos para la textura, la atención a la coherencia narrativa, la aguda representación de la emoción humana y la interacción psicológicamente sutil que se produce entre los personajes que abarrotan la escena.

El banquete en la casa de Levi (1573) presentaba a personas y animales que la Inquisición percibía como heréticos. La investigación de los Inquisidores no encontró ninguna herejía, pero ordenó a Paolo Veronese que cambiara el título del cuadro por otro que no fuera La Última Cena, el título original.

Dado el tema del cuadro, la Última Cena bíblica, las representaciones humanistas renacentistas de los personajes carecían de la piedad habitual en el arte católico romano que representa al personaje de Cristo y los acontecimientos de su vida; y la Inquisición se dio cuenta enseguida de la irreligiosidad de Veronese. En la década de 1570, la teología de la Contrarreforma había dado autoridad legal a la doctrina católica romana en Venecia, lo que suponía una novedad política para un artista como Veronese. En la República veneciana del Renacimiento tardío, para un artista, pintar escenas de multitudes había adquirido ramificaciones políticas en cuanto a quién y qué aparecía en un cuadro religioso que se le encargaba, independientemente del mecenas o mecenas.
Una década antes, los monjes benedictinos que encargaron Las bodas de Caná (1563) habían ordenado a Veronese que incluyera libremente tantas figuras humanas como cupieran en la escena del banquete. En cambio, una década más tarde, Veronese se encontró con restricciones legales y religiosas que determinaban la idoneidad (teológica, política, sociológica) de quién y qué representaba en un cuadro; así, el 18 de julio de 1573, Veronese fue citado ante la Santa Inquisición veneciana para explicar la presencia de lo que la doctrina de la Iglesia consideraba personajes, animales e indecorum ajenos a una imagen de la Última Cena de Cristo.
El interrogatorio del tribunal a Veronese fue cautelar, más que punitivo; político, más que judicial; no obstante, Veronese explicó a los inquisidores que "los pintores nos tomamos las mismas libertades que los poetas y los locos" a la hora de contar una historia. Aunque el tribunal de la Inquisición ordenó a Veronese que volviera a pintar la escena de la última cena, éste se opuso a su remedio a sus ofensas teológicas, pero se vio obligado a cambiar el título del cuadro de la sacramental La última cena a El banquete en la casa de Leví. Que un artista, como Veronese, hubiera resistido con éxito la acusación implícita de herejía por parte de la Inquisición, indicaba que contaba con el discreto apoyo político de un patricio mecenas de las artes.
En parte por este conflicto con la Inquisición y de acuerdo a una religiosidad más emotiva, el pintor evolucionó en su vejez hacia una pintura de tipo más reflexivo, menos decorativo.
A principios de los años 1570, la familia Cuccina le encargó una serie de cuadros de gran formato sobre temas bíblicos: La Virgen y la familia Cuccina, la Adoración de los Reyes, Las bodas de Caná y el Camino del Calvario, en los que Veronés representa un estilo renovado, profundizando en el color e incrementándose el claroscuro. Los cuatro se encuentran en la Galería de Dresde y no ha de confundirse estas Las bodas de Caná con la versión anterior que del mismo tema se guarda en el Museo del Louvre.

## Estilo
Aprendió de los grandes venecianos, Tintoretto y Tiziano, así como los pintores de Emilia, como Parmigianino. Se lo considera creador, junto con Tiziano, de un gusto suntuoso y colorista, que en Venecia se prolongó hasta el siglo XVIII.
Prefiere los grandes formatos. Su estilo se caracteriza por el lujo, la arquitectura clásica que enmarca sus escenas y el rico aunque suave colorido. Amigo de Palladio y otros grandes arquitectos de la época, enmarca sus escenas en amplios escenarios arquitectónicos, rasgo que lo hace precursor de la pintura decorativa barroca. Su tratamiento del color se anticipa a la pintura francesa del siglo XIX, destacando en la reproducción y sugerencia del brillo y textura de las telas. Prefiere los tonos fríos y claros: gris, plata, azules y amarillos.
Su temática es predominantemente religiosa, pero representa las escenas bíblicas al modo de las grandes fiestas venecianas, reflejando la alegría de vivir y el esplendor de la República de los dogos. Los trajes son fastuosos y el ambiente, suntuoso, poblado de multitud de personajes en grandilocuentes ambientaciones. Estos alardes creativos chocaban frontalmente con la fidelidad histórica de los hechos bíblicos, lo que motivó las fricciones entre el artista y la Iglesia. 
También dedicó una parte de su producción al retrato, donde muestra su faceta más intimista y sobria, aunque siempre de gran calidad y perfecta captación de la personalidad del modelo. Los encargos para la decoración de edificios de carácter civil, le permitió también cultivar la mitología y la alegoría; en este terreno se aprecia su tendencia al decorativismo y la libertad de la composición en mayor grado.
En cuanto a su técnica, usa un empaste ligero, lo que permite innumerables transparencias. Le interesa la perfección del dibujo.
Se lo considera uno de los artistas más destacados de la escuela veneciana. Su trascendencia en el estilo posterior permiten clasificar su obra de prebarroca, en particular por la elegancia de la forma, su gusto por las atmósferas diáfanas y el sentido decorativo de la composición.
Veronés influyó en pintores posteriores, como Rubens, Tiépolo y otros pintores del barroco. Este pintor y Rubens son los grandes maestros del pasado que admiraba el pintor romántico Eugène Delacroix.

## Obra
Son cientos las obras que se conservan de Veronés, fecundidad creadora que se explica en función del trabajo en equipo. De todas esas obras, cabe destacar:

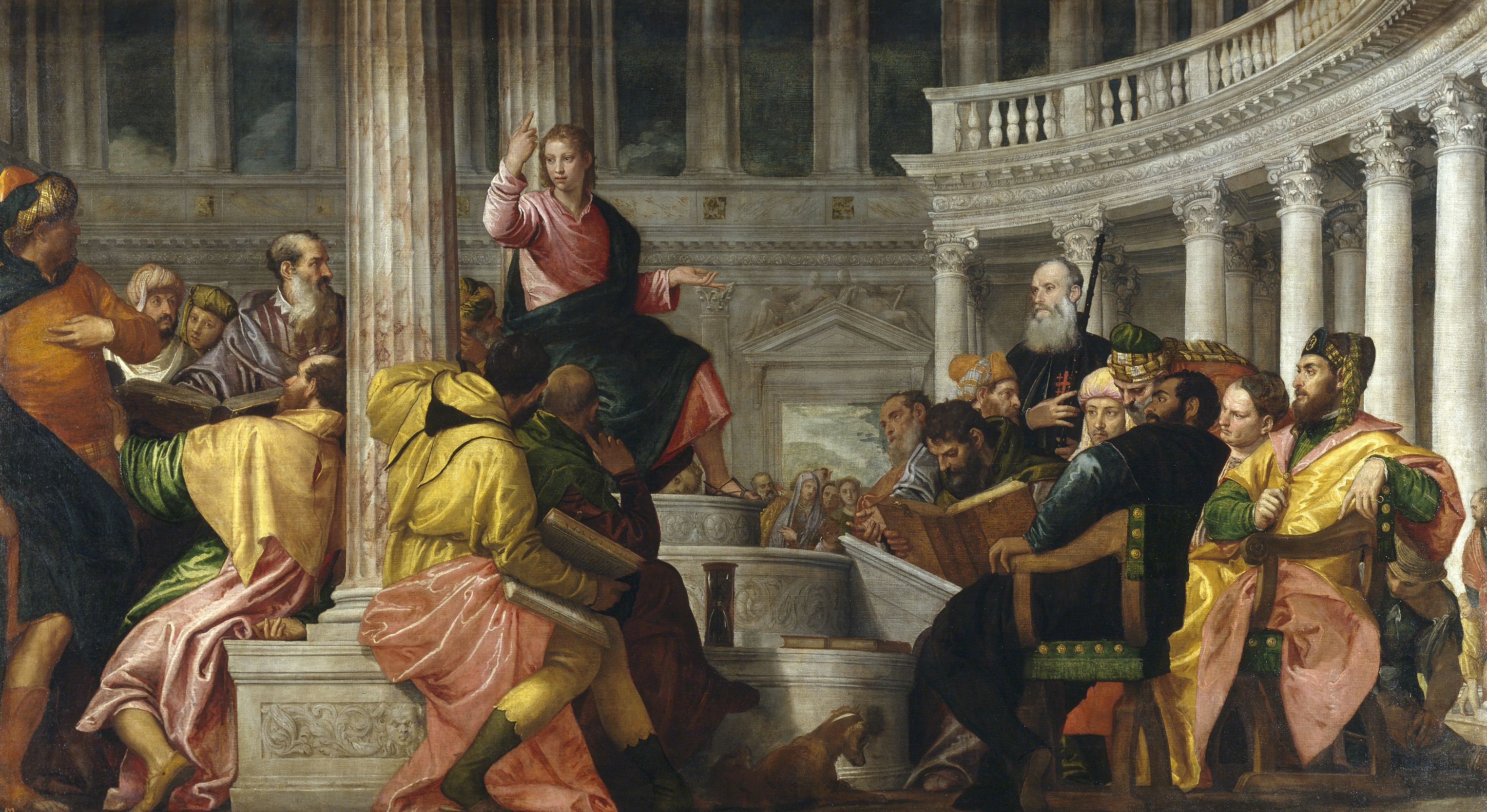
Jesús entre los doctores, h. 1560. Óleo sobre lienzo, 236 x 430 cm. Museo del Prado (Madrid, España).

- Cristo entre los doctores o Jesús disputando con los doctores (inscrito "1548", fecha improbable), Museo del Prado, Madrid.
- Gentilhombre con pelliza de lince, (1560), Museo de Bellas Artes de Budapest, Hungría.
- Bautismo de Cristo (1562), Pinacoteca de Brera, Milán.
- Retrato de una mujer con un perro, (1560-1570), Museo Thyssen-Bornemisza, Madrid.
- Madonna con santos (1562), Academia de Bellas Artes de Venecia. Encargado para el altar de la sacristía de la iglesia de san Zaccaria. La versión actual está mutilada.
- Las bodas de Caná (1563), Museo del Louvre, París.
- Marte y Venus unidos por el amor (1565), Metropolitan Museum de Nueva York.
- La familia de Darío ante Alejandro, 1565-1570, National Gallery de Londres.
- Moisés salvado de las aguas del Nilo (h. 1560-1575), Museo del Prado, Madrid.
- Curación de la hemorroísa (h. 1570), Kunsthistorisches Museum, Viena.
- La Virgen y la familia Cuccina (1571), Galería de Pinturas de Dresde.
- Cena en casa de Leví o Comida en casa de Simón Fariseo, 1573, óleo sobre lienzo, 555 x 310 cm, Galería de la Academia, Venecia. Obra por la cual Veronés fue llamado a declarar ante la Inquisición.
- Desposorios místicos de santa Catalina (1575), Academia de Bellas Artes, Venecia.
- «Alegorías del amor» (1575-1580), ciclo de cuatro pinturas, entre las que se encuentra La Infidelidad en la National Gallery de Londres.
- Venus y Adonis (1580), Museo del Prado, Madrid.
- Alegoría de la Virtud y el Vicio («La elección de Hércules», hacia 1580), Colección Frick, Nueva York.
- San Antonio predicando a los peces (hacia 1580), Galería Borghese, Roma.
- Cristo en el Huerto de los Olivos (posterior a 1580), Pinacoteca de Brera, Milán.
- San Jerónimo penitente (posterior a 1580), Museos Cívicos de Pavía.
- La Anunciación, MNAC de Barcelona (depósito del Museo Thyssen-Bornemisza).
- La Anunciación (versión grande), Monasterio de El Escorial. Obra encargada por Felipe II, seguramente terminada por ayudantes pero de estimable calidad.
- Lienzos para la decoración del Palacio Ducal de Venecia: en ellos brilla el arte del Veronés al servicio de la exaltación de las glorias de Venecia.

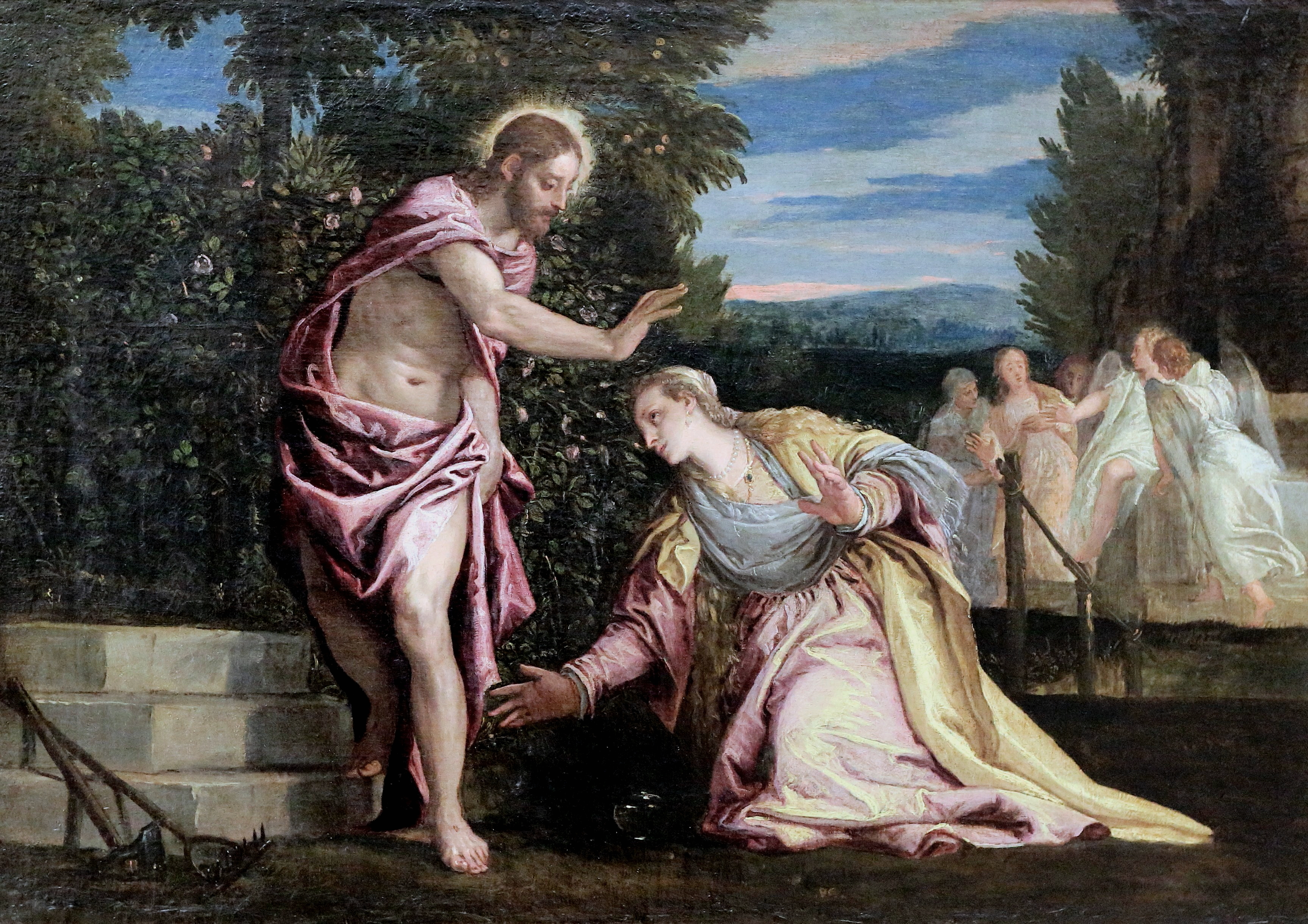
Noli me tangere, Museo de Grenoble.
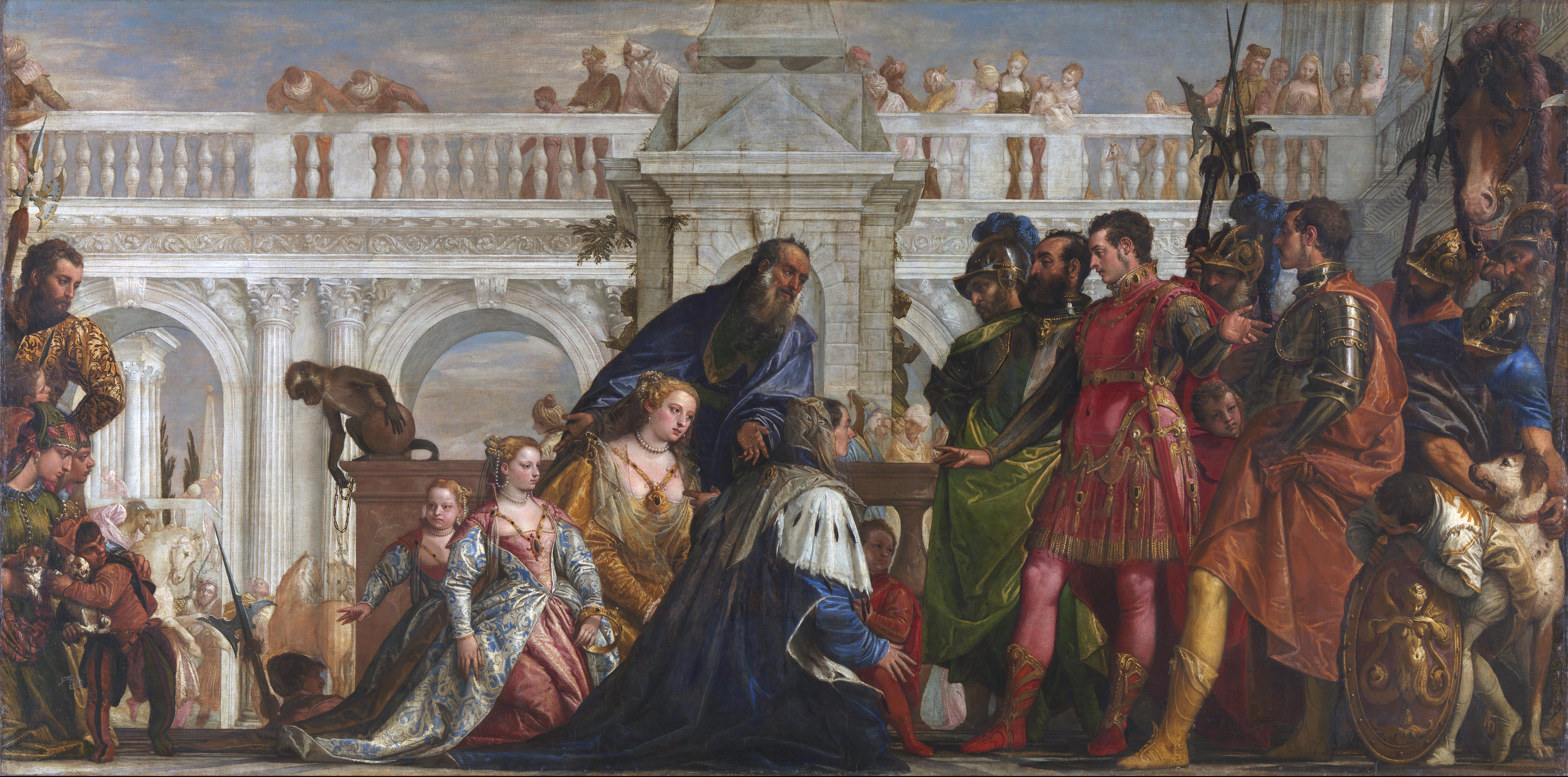
La familia de Darío ante Alejandro, 1565-1570, National Gallery de Londres.
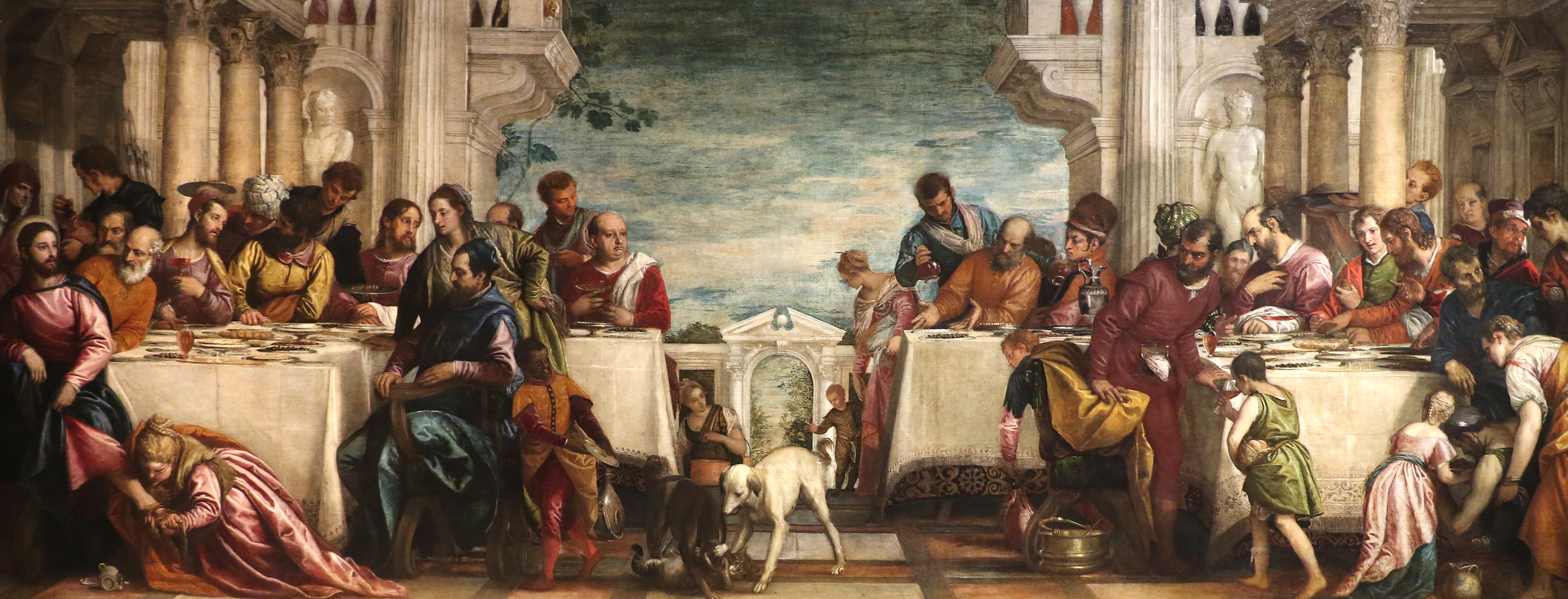
Comida en casa de Simón, 1570.
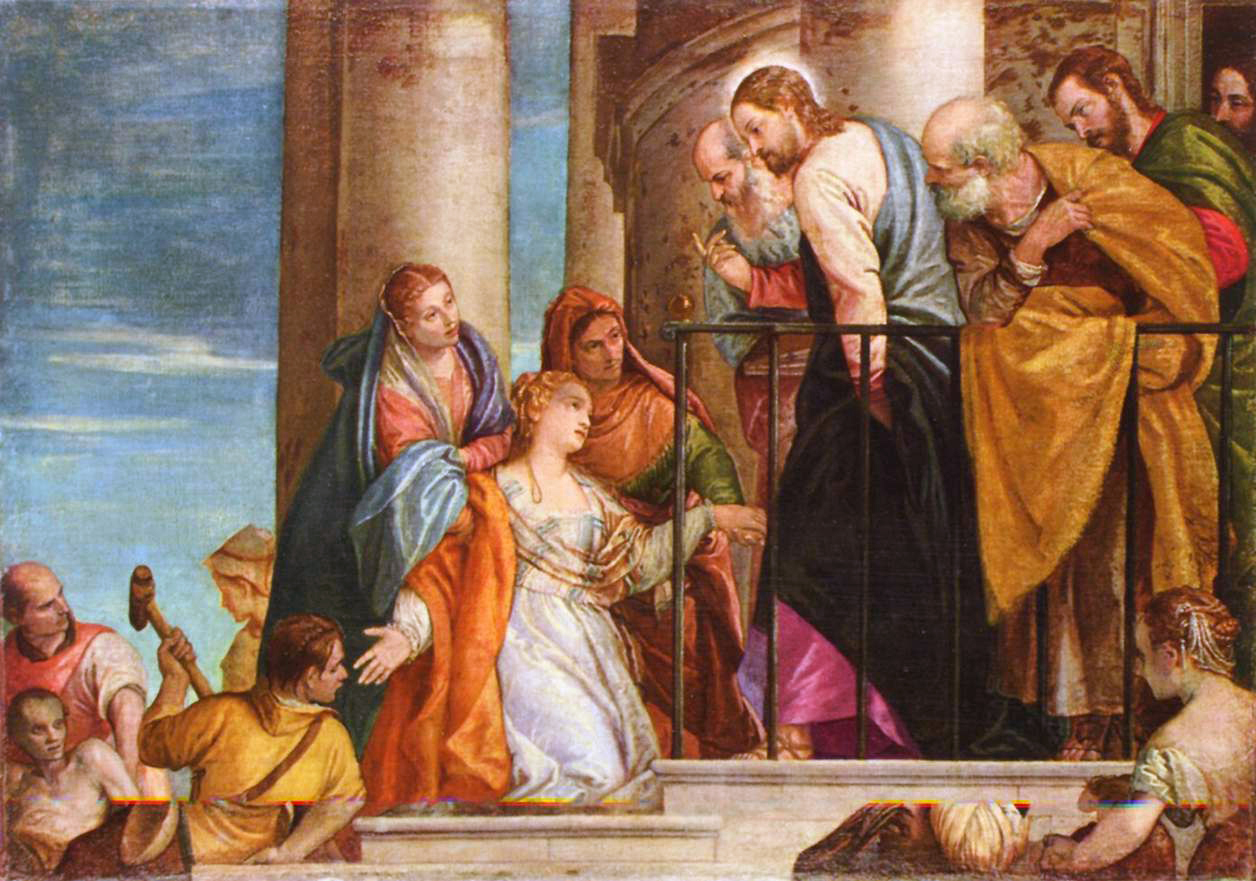
Curación de la hemorroísa, h. 1570, Kunsthistorisches Museum de Viena.

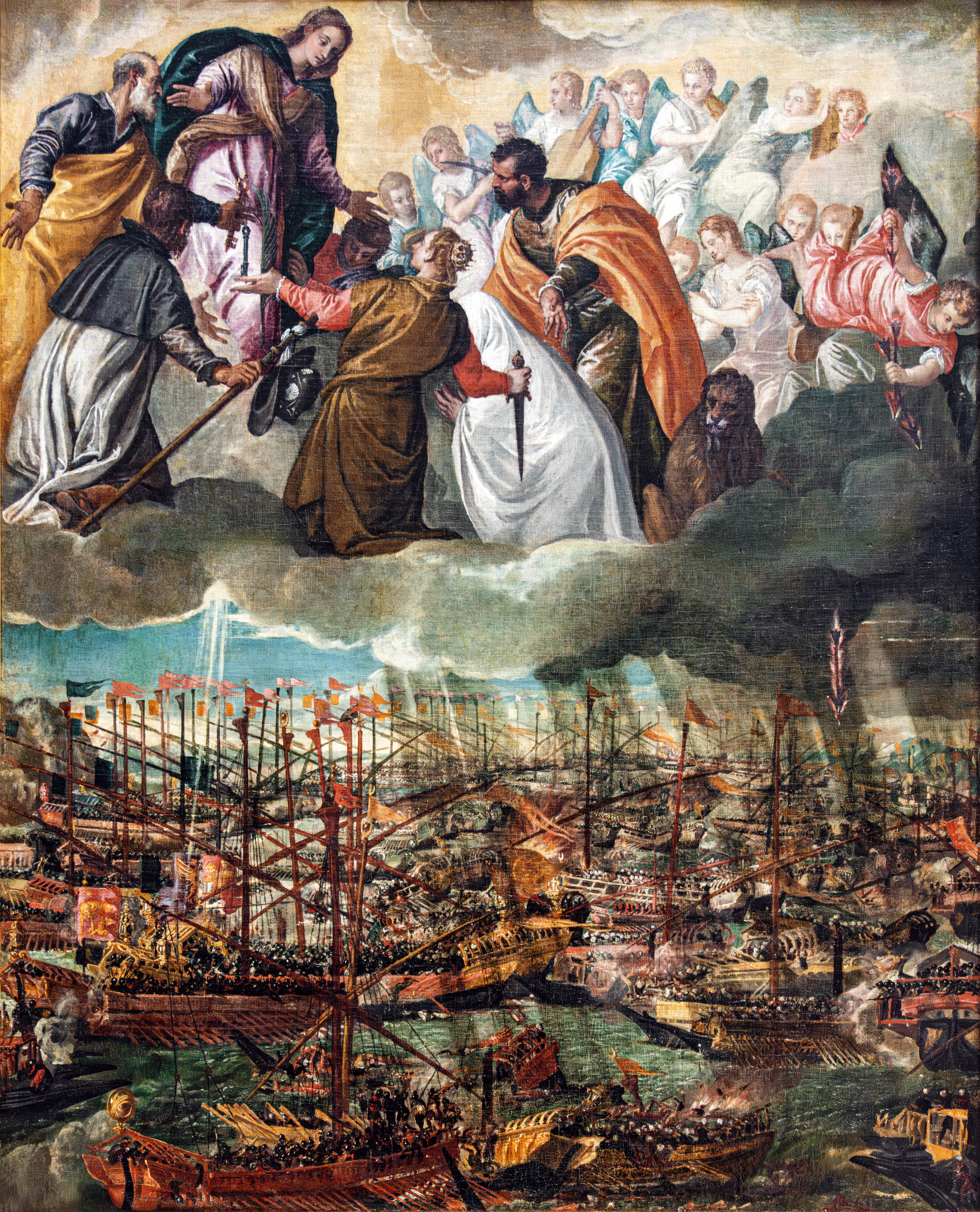
La batalla de Lepanto (c. 1572, óleo sobre lienzo, 169 × 137 cm), Galería de la Academia de Venecia.
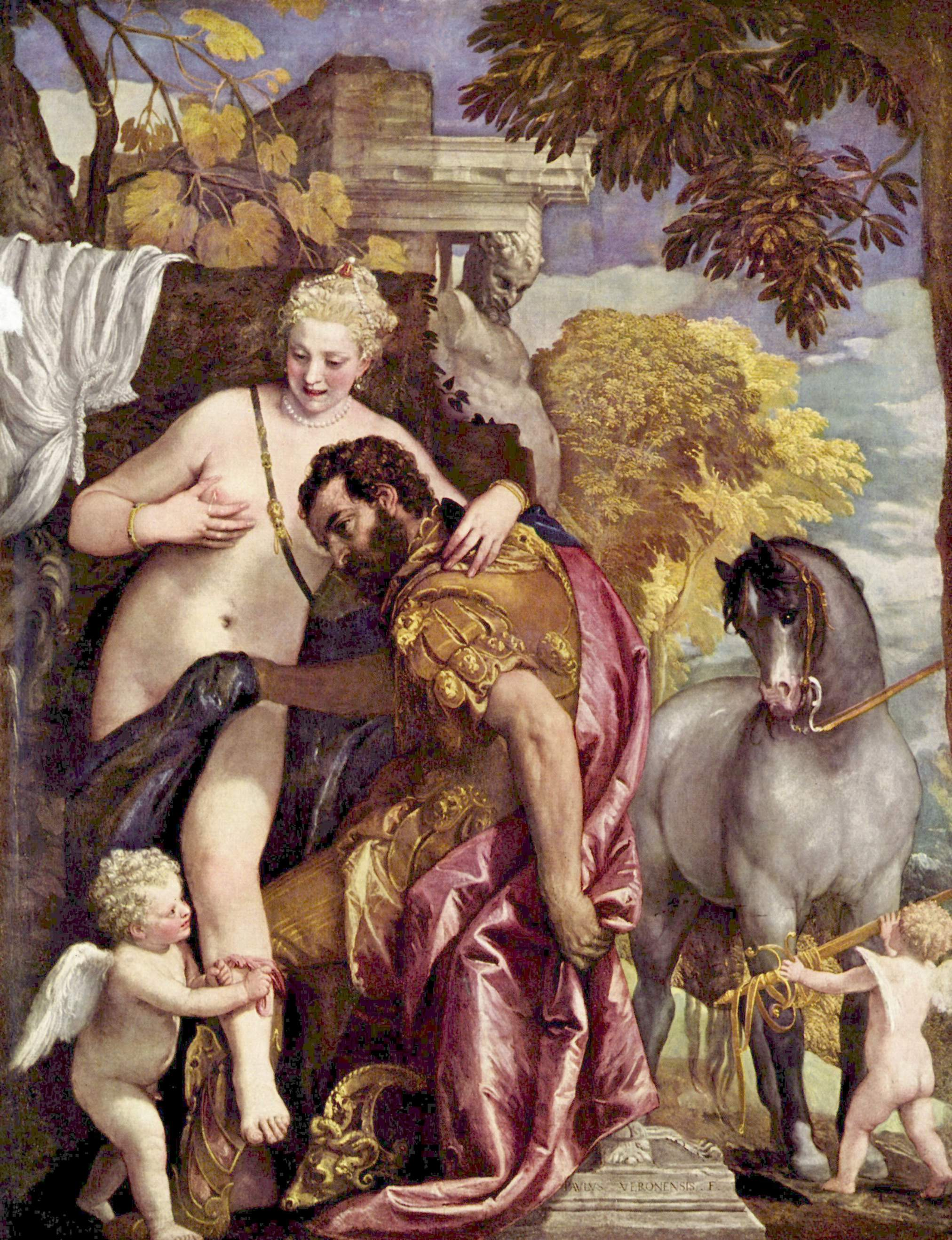
Marte y Venus unidos por el Amor, 1565, Metropolitan Museum de Nueva York.
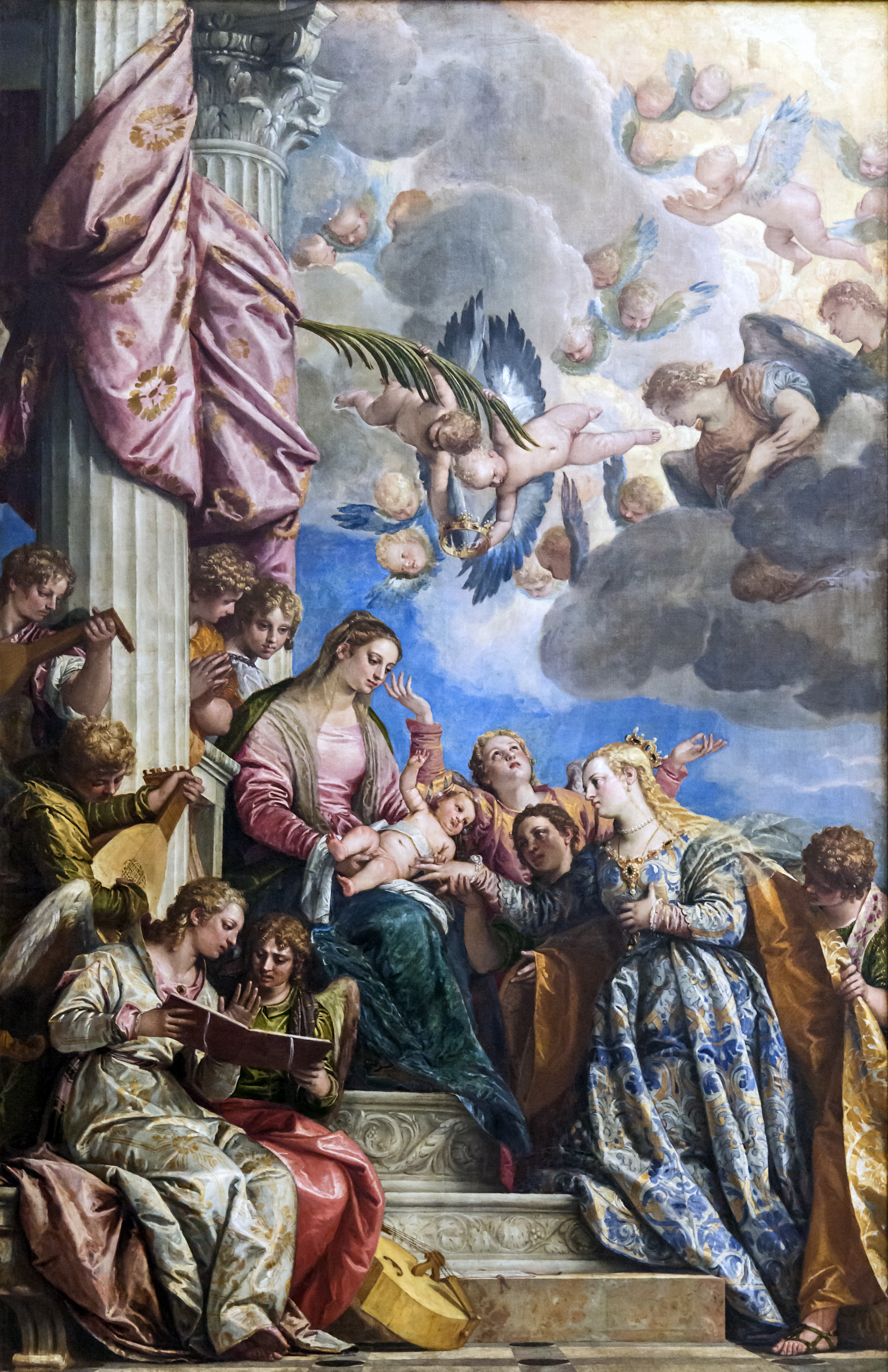
Desposorios místicos de santa Catalina, 1575.
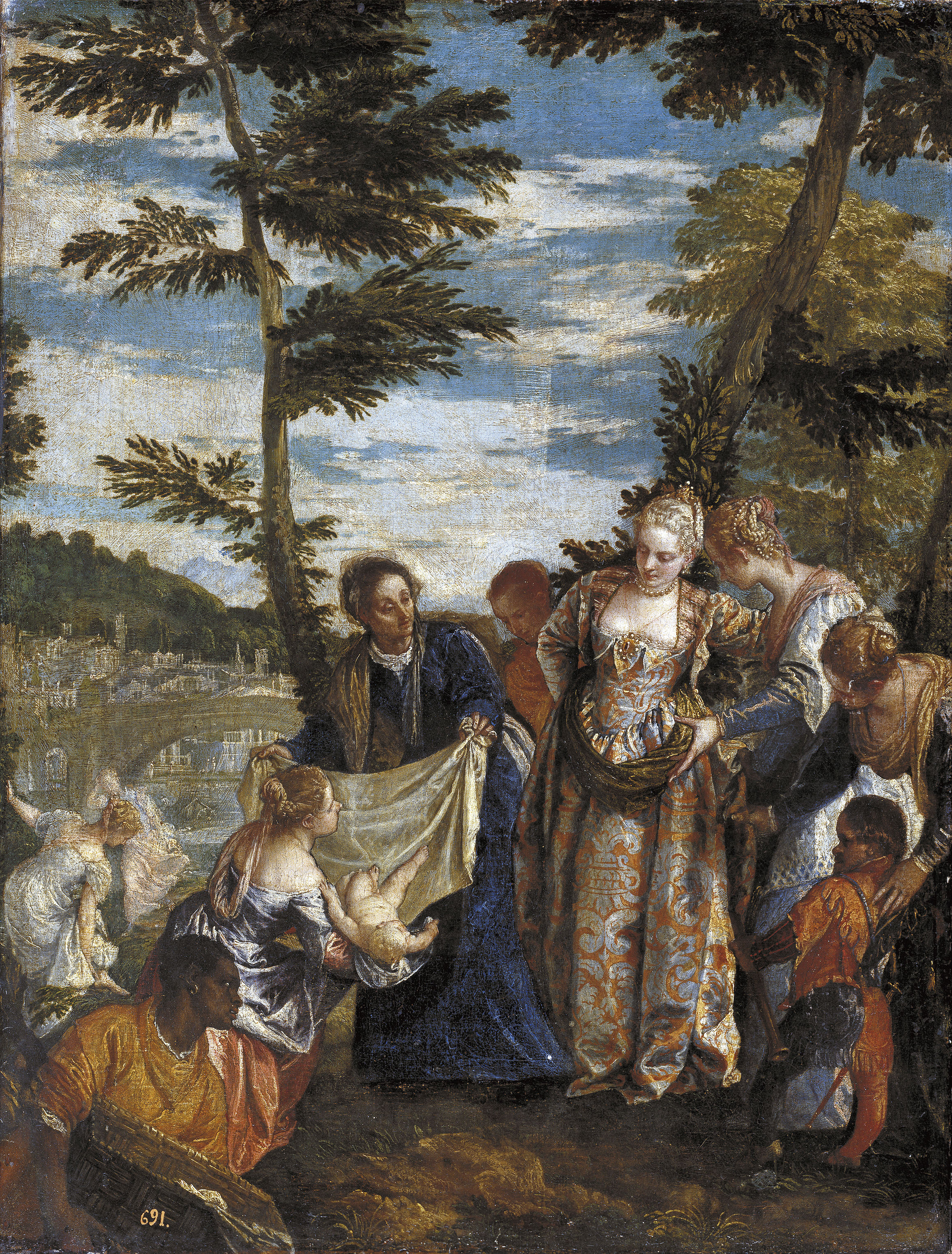
Moisés salvado de las aguas, h. 1580, Museo del Prado.
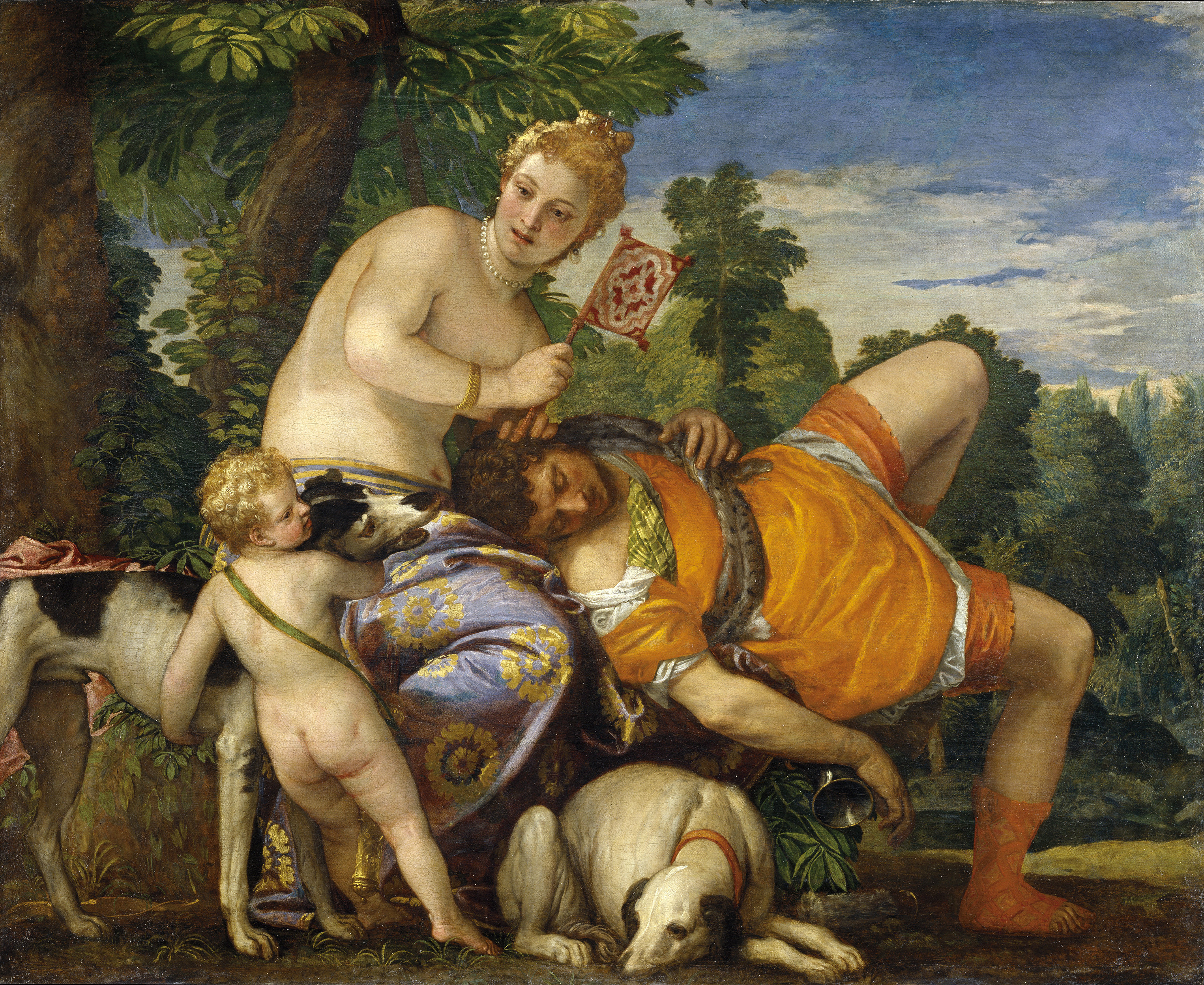
Venus y Adonis, 1580, Museo del Prado.